# Björnsjön (Bjurholms socken, Ångermanland)
Björnsjön är en sjö i Bjurholms kommun och Nordmalings kommun i Ångermanland och ingår i Leduåns huvudavrinningsområde. Sjön har en area på 0,234 kvadratkilometer och ligger 237,1 meter över havet. Sjön avvattnas av vattendraget Leduån.

## Delavrinningsområde
Björnsjön ingår i det delavrinningsområde (708483-165869) som SMHI kallar för Utloppet av Björnsjön. Medelhöjden är 262 meter över havet och ytan är 2,26 kvadratkilometer. Räknas de 4 avrinningsområdena uppströms in blir den ackumulerade arean 29,8 kvadratkilometer. Avrinningsområdets utflöde Leduån mynnar i havet. Avrinningsområdet består mestadels av skog (89 procent). Avrinningsområdet har 0,23 kvadratkilometer vattenytor vilket ger det en sjöprocent på 10,4 procent.